# 紀元前804年
紀元前804年（きげんぜん804ねん）は、西暦による年。

## 他の紀年法
- 干支 : 丁酉
- 中国
  - 周 - 宣王24年
  - 魯 - 孝公3年
  - 斉 - 文公12年
  - 晋 - 穆侯8年
  - 秦 - 荘公18年
  - 楚 - 熊徇18年
  - 宋 - 恵公27年
  - 衛 - 武公9年
  - 陳 - 釐公28年
  - 蔡 - 釐侯6年
  - 曹 - 戴伯22年
  - 鄭 - 桓公3年
  - 燕 - 釐侯23年
- 朝鮮
  - 檀紀1530年
- ユダヤ暦 : 2957年 - 2958年
- アッシリア暦 : 3947年
- 人類紀元 : 9197年